# Probsthagen
Probsthagen ist ein Ortsteil der Stadt Stadthagen im niedersächsischen Landkreis Schaumburg.

## Lage
Der Ort liegt nordöstlich des Kernortes Stadthagen. Am nordwestlichen Ortsrand führt die Landesstraße L 445 vorbei. Die B 65 verläuft südlich. Durch den Ort fließt die Bornau, die ihre Quelle in den Bückebergen hat.
Probsthagen liegt an der Bahnstrecke Hannover–Minden. Der nächste Bahnhof befindet sich in Stadthagen.

## Geschichte

### Einwohnerentwicklung
| Jahr      | 1842 | 1910 | 1925 | 1933 | 1939 | 2015 | 2017 |
| --------- | ---- | ---- | ---- | ---- | ---- | ---- | ---- |
| Einwohner | 242  | 318  | 314  | 323  | 330  | 333  | 335  |

### Eingemeindung
Am 1. März 1974 wurde Probsthagen gemeinsam mit weiteren Umlandgemeinden in die Kreisstadt Stadthagen eingegliedert.

## Wirtschaft
Nordwestlich des Ortskerns von Probsthagen liegt der im Jahr 2001 errichtete Windpark Stadthagen. Er besteht aus fünf Windkraftanlagen (siehe Liste von Windkraftanlagen in Bremen, Hamburg und Niedersachsen).

## Sehenswürdigkeiten
Die von einem Friedhof umgebene evangelisch-lutherische Kirche ist wohl in der 1. Hälfte des 13. Jahrhunderts entstanden. Zu der gotisch geprägten Saalkirche aus Bruchsteinmauerwerk gehört ein Westturm und ein Rechteckchor. Die aus dem Ende des 16. Jahrhunderts stammende Holzkanzel trägt Schnitzreliefs der Evangelisten. Ein aus dem 13. Jahrhundert stammendes Kreuzigungsrelief ist im Chor eingemauert. Das Altarbild wurde 1938 von dem Künstler Gottlieb Pot d’Or (1905–1978) geschaffen.
siehe auch Liste der Baudenkmale in Stadthagen#Probsthagen

## Söhne und Töchter des Ortes
- Friedrich Johann Wilhelm Brands (1892–1963), Schuhmachermeister und Politiker (DNVP).